# Giovanni van Bronckhorst
Giovanni Christiaan van Bronckhorst (Róterdam, 5 de febrero de 1975), también conocido como Gio van Bronckhorst, es un exfutbolista y entrenador neerlandés. Actualmente es asistente técnico de Arne Slot en el Liverpool Football Club de la Premier League de Inglaterra.

## Trayectoria

### Como jugador

#### Inicios
Van Bronckhorst nació en Róterdam de Victor van Bronckhorst, un padre indonesio-holandés, y Fransien Sapulette, una madre indonesia de ascendencia de las islas Molucas.Comenzó a jugar para un equipo juvenil amateur local, Linker Maas Oever, desde los seis años. Se unió a la academia juvenil del Feyenoord al año siguiente. En 1990, con 15 años, el club le ofreció un contrato profesional, que aceptó. Fue cedido al RKC Waalwijk y debutó en la liga en 1993. Regresó al club roterdamés para la temporada 1994-95, pero fue utilizado como jugador marginal y sólo jugó diez partidos con el club.
A nivel nacional, con el Feyenoord incapaz de romper el dominio PSV-Ajax en la Eredivisie por cuarto año consecutivo y jugadores importantes como Henrik Larsson abandonando el equipo, el neerlandés comenzó a buscar un nuevo club.

#### Rangers
En el verano de 1998, fue transferido al Rangers, dirigido por Dick Advocaat, por una tarifa de transferencia de entre £5 y £5,5 millones.En su estadía en el club escocés, marcó 22 goles (13 en la liga, tres en la Copa de Escocia, uno en la Copa de la Liga de Escocia, tres en la Liga de Campeones de la UEFA y dos en la Copa de la UEFA), la mayoría como mediocampista.

#### Arsenal
En junio de 2001, fue transferido al Arsenal de la Premier League por £8 millones.Intentó llenar el vacío en el mediocampo tras la salida de Emmanuel Petit, por lo que se asoció con Patrick Vieira en el centro. Sin embargo, su primera temporada estuvo marcado por una lesión del ligamento cruzado de la rodilla que lo dejó fuera de juego. A pesar de esto, ganó el título de la Premier en 2001-02 y la FA Cup en 2002-03. En total, jugó 64 partidos con los Gunners y marcó dos goles.

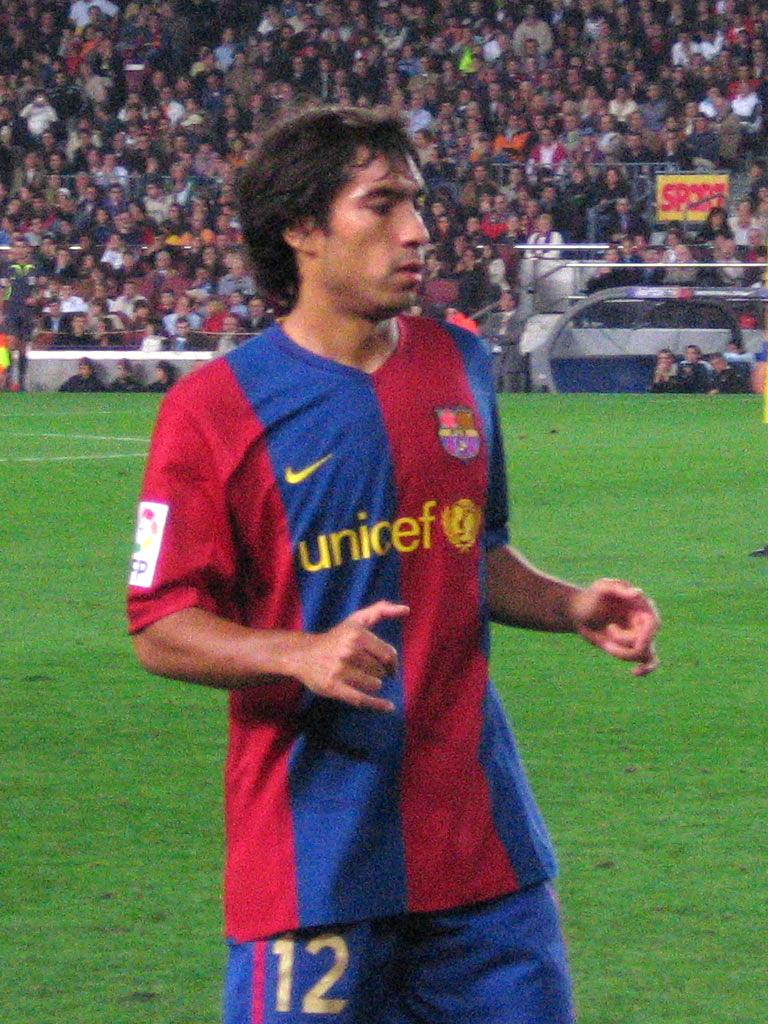
Con el Barcelona en 2006

#### Barcelona
A medida que se acercaba la temporada 2003-04, Van Bronckhorst tuvo la oportunidad de mudarse al Barcelona y trabajar con su nuevo entrenador Frank Rijkaard en préstamo por un año, con miras a una transferencia permanente.En mayo de 2004, el club español compró al neerlandés por una tarifa de €2 millones, firmando un contrato por tres años.
Ganó el título de Liga en la temporada 2004-05 después de algunas de sus mejores actuaciones, incluidas cuatro goles en su haber. En 2005-06, ayudó a su club a repetir como campeón de la Liga y también ganó la Liga de Campeones de la UEFA 2005-06 (fue el único jugador que participó en todos los partidos de la Liga de Campeones esa temporada). En España, usó "Gio" como nombre en su camiseta.

#### Regreso al Feyenoord
A Van Bronckhorst le quedaba un año de contrato con el Barcelona en 2007, pero regresó al Feyenoord el 27 de junio de 2007 debido a una cláusula en su contrato que estipulaba que podía unirse al club roterdamés en una transferencia gratuita.Se convertiría en un miembro fundamental del equipo, proporcionando estabilidad a un equipo afectado por las lesiones. Al final de su primera temporada, llevó al "De Stadionclub" a ganar la Copa de los Países Bajos 2007-08 tras una victoria por 2-0 en la final contra el Roda JC.En mayo de 2010, anunció su retiro del fútbol profesional luego de que finalizara su participación en la Copa Mundial de la FIFA.

### Como entrenador

#### Feyenoord
Habiéndose retirado al final de la temporada 2009-10 antes de la Copa Mundial de la FIFA 2010, el 21 de julio de 2011 se anunció que Van Bronckhorst ayudaría al entrenador del Feyenoord, Ronald Koeman, junto con Jean-Paul van Gastel.
El 23 de marzo de 2015, se anunció que sería el nuevo entrenador del club después de que Fred Rutten se fuera al final de esa temporada.En su primera temporada completa, obtuvo la Copa de los Países Bajos 2015-16 después de que derrotaran al Utrecht por 2-1 en la final.En su segunda temporada, ganó el título de la Eredivisie y cortó con la sequía de 18 años sin títulos de liga.
En 2017-18, el equipo inauguró la temporada ganando la Supercopa de los Países Bajos 2017 después de vencer al Vitesse en los penaltis.El club volvió a ganar la Copa de los Países Bajos, con una victoria final por 3-0 sobre el AZ Alkmaar el 22 de abril de 2018.El 24 de enero de 2019, Van Bronckhorst anunció que dejaría el Feyenoord después de la temporada 2018-19.

#### Guangzhou R&F
El 4 de enero de 2020, Van Bronckhorst firmó con el Guangzhou R&F de la Superliga china.En su única temporada, el club finalizó en la posición N°11 y en diciembre del mismo año presentó su renuncia para poder regresar con su familia.

#### Rangers
El 18 de noviembre de 2021, Van Bronckhorst fue nombrado entrenador del Rangers, 20 años después de dejar su puesto como jugador.En su primera temporada, el club alcanzó la final de la Europa League donde terminó cayendo ante el Eintracht Frankfurt en la tanda de penaltis.Días después, el equipo ganó la final de la Copa de Escocia por 2-0 frente al Hearts, obteniendo su primer trofeo de este tipo desde 2009.
En noviembre de 2022, luego de que el club sufriera seis derrotas consecutivas, Van Bronckhorst fue despedido durante el receso del Mundial.

#### Beşiktaş
El 5 de junio de 2024, fue nombrado entrenador del Beşiktaş y firmó un contrato por dos años, con opción a un tercero.En su primer encuentro, obtuvo la Supercopa de Turquía luego de vencer al Galatasaray por 5-0.Sin embargo, el 30 de noviembre, fue relevado de sus funciones después de una serie de malos resultados.

## Selección nacional

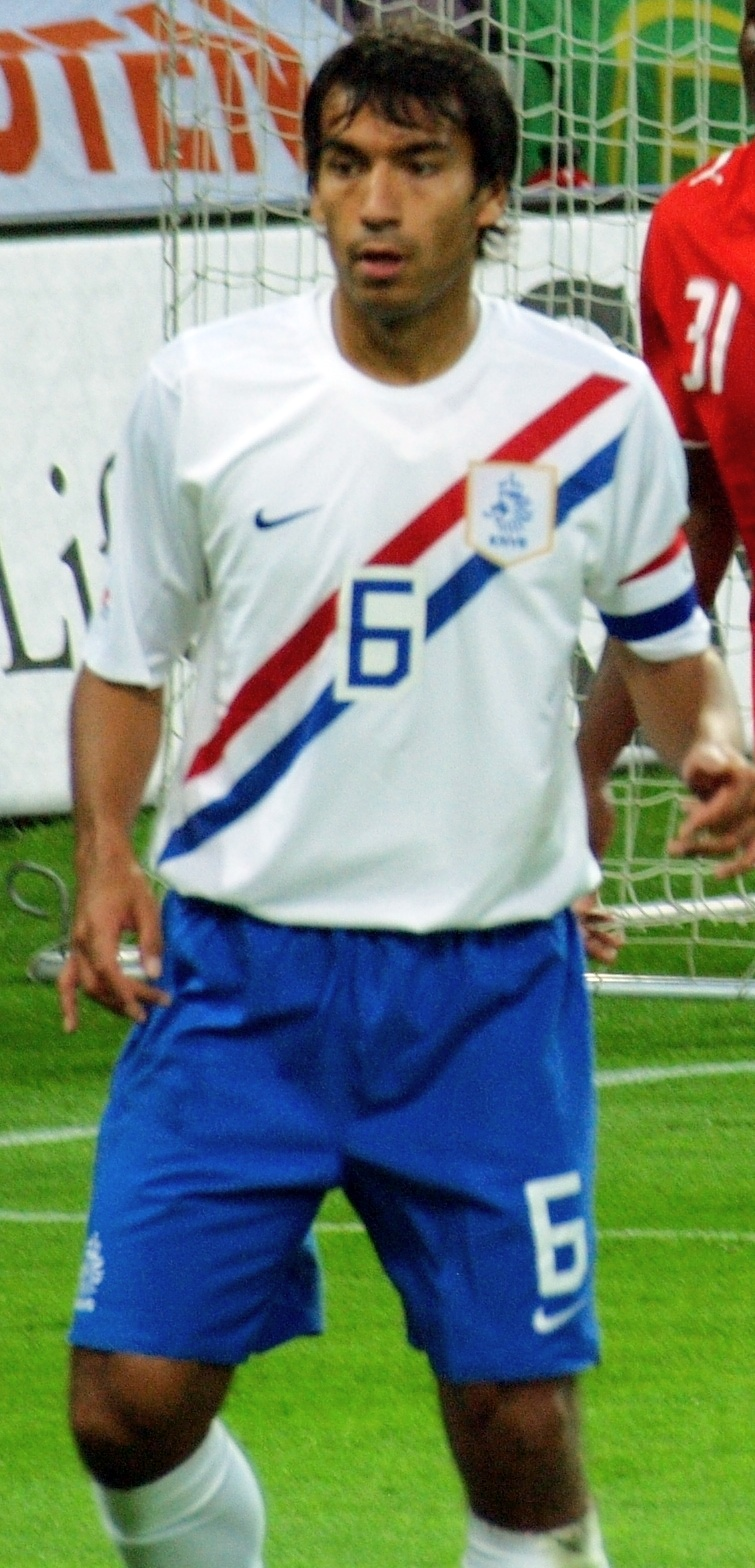
Gio en la selección de los Países Bajos.

Ha sido internacional con la selección de fútbol de los Países Bajos en 106 ocasiones, marcando seis goles. Su debut como internacional se produjo el 31 de agosto de 1996 en el partido Países Bajos 1:3 Brasil.
Formó parte de la convocatoria para la Copa Mundial de la FIFA 1998, pero no jugó durante el torneo. Sólo vio acción limitada en la Eurocopa 2000, como cobertura del lateral izquierdo Arthur Numan. Van Bronckhorst fue utilizado por el entrenador Dick Advocaat como lateral izquierdo en la Eurocopa 2004 donde alcanzaron las semifinales del torneo, solo para caer ante el subcampeón Portugal.
Asimismo, fue un habitual en la selección nacional durante la campaña de clasificación para el Copa Mundial de la FIFA 2006. En el partido de octavos de final contra Portugal (ver Batalla de Núremberg), recibió una tarjeta roja en un partido en el que se dieron cuatro tarjetas rojas, un récord de la Copa del Mundo.
En la Eurocopa 2008, anotó un gol en la victoria ante Italia por 3-0 en la fase de grupos.Antes del certamen, Edwin van der Sar anunció su intención de retirarse del fútbol internacional. Tras disputar su último partido en la derrota por 3-1 en cuartos de final ante Rusia, Van Bronckhorst fue nombrado capitán del seleccionado europeo.
Finalmente, en el Mundial de Sudáfrica 2010 representó a su selección en todos los partidos, y como capitán. Logró marcar un gran gol desde fuera del área en las semifinales de dicha competición en el triunfo por 2-3 ante Uruguay, siendo este gol uno de los mejores de los mundiales. Participó en la final perdida por la mínima ante España donde fue sustituido en el minuto 105 por Edson Braafheid cuando el encuentro se encontraba igualado.

### Participaciones en Copas del Mundo
| Copa              | Sede      | Resultado        | Partidos | Goles |
| ----------------- | --------- | ---------------- | -------- | ----- |
| Copa Mundial 1998 | Francia   | Cuarto lugar     | 0        | 0     |
| Copa Mundial 2006 | Alemania  | Octavos de final | 3        | 0     |
| Copa Mundial 2010 | Sudáfrica | Subcampeón       | 7        | 1     |

### Participaciones en Eurocopas
| Copa          | Sede                   | Resultado        | Partidos | Goles |
| ------------- | ---------------------- | ---------------- | -------- | ----- |
| Eurocopa 2000 | Bélgica · Países Bajos | Semifinales      | 1        | 0     |
| Eurocopa 2004 | Portugal               | Semifinales      | 5        | 0     |
| Eurocopa 2008 | Austria · Suiza        | Cuartos de final | 3        | 1     |

## Estadísticas

### Clubes

#### Como jugador
| Club | Div.          | Temporada     | Liga  | Liga  | Copas nacionales(1) | Copas nacionales(1) | Copa de la Liga(2) | Copa de la Liga(2) | Torneos internacionales(3) | Torneos internacionales(3) | Otros(4) | Otros(4) | Total | Total |
| Club | Div.          | Temporada     | Part. | Goles | Part.               | Goles               | Part.              | Goles              | Part.                      | Goles                      | Part.    | Goles    | Part. | Goles |
| --- | ------------- | ------------- | ----- | ----- | ------------------- | ------------------- | ------------------ | ------------------ | -------------------------- | -------------------------- | -------- | -------- | ----- | ----- |
| RKC Waalwijk · Países Bajos | 1.ª           | 1993-94       | 12    | 2     | 0                   | 0                   | —                  | —                  | —                          | —                          | —        | —        | 12    | 2     |
| Feyenoord · Países Bajos | 1.ª           | 1994-95       | 10    | 1     | 0                   | 0                   | —                  | —                  | —                          | —                          | —        | —        | 10    | 1     |
| Feyenoord · Países Bajos | 1.ª           | 1995-96       | 27    | 9     | 0                   | 0                   | —                  | —                  | 7                          | 0                          | 1        | 0        | 35    | 9     |
| Feyenoord · Países Bajos | 1.ª           | 1996-97       | 34    | 4     | 1                   | 1                   | —                  | —                  | 6                          | 0                          | —        | —        | 41    | 5     |
| Feyenoord · Países Bajos | 1.ª           | 1997-98       | 32    | 8     | 0                   | 0                   | —                  | —                  | 8                          | 2                          | —        | —        | 40    | 10    |
| Feyenoord · Países Bajos | 1.ª           | 2007-08       | 32    | 7     | 6                   | 0                   | —                  | —                  | —                          | —                          | —        | —        | 38    | 7     |
| Feyenoord · Países Bajos | 1.ª           | 2008-09       | 27    | 1     | 5                   | 0                   | —                  | —                  | 5                          | 1                          | 3        | 0        | 40    | 2     |
| Feyenoord · Países Bajos | 1.ª           | 2009-10       | 29    | 0     | 4                   | 2                   | —                  | —                  | —                          | —                          | —        | —        | 33    | 2     |
| Feyenoord · Países Bajos | Total club    | Total club    | 191   | 30    | 16                  | 3                   | —                  | —                  | 26                         | 3                          | 4        | 0        | 237   | 36    |
| Rangers F. C. Escocia | 1.ª           | 1998-99       | 35    | 7     | 5                   | 1                   | 4                  | 0                  | 9                          | 2                          | —        | —        | 53    | 10    |
| Rangers F. C. Escocia | 1.ª           | 1999-00       | 27    | 4     | 5                   | 2                   | 1                  | 0                  | 12                         | 0                          | —        | —        | 45    | 6     |
| Rangers F. C. Escocia | 1.ª           | 2000-01       | 11    | 2     | 0                   | 0                   | 1                  | 1                  | 7                          | 3                          | —        | —        | 19    | 6     |
| Rangers F. C. Escocia | Total club    | Total club    | 73    | 13    | 10                  | 3                   | 6                  | 1                  | 28                         | 5                          | —        | —        | 117   | 22    |
| Arsenal F. C. Inglaterra | 1.ª           | 2001-02       | 21    | 1     | 2                   | 0                   | 3                  | 0                  | 7                          | 0                          | —        | —        | 33    | 1     |
| Arsenal F. C. Inglaterra | 1.ª           | 2002-03       | 20    | 1     | 5                   | 0                   | 1                  | 0                  | 4                          | 0                          | —        | —        | 30    | 1     |
| Arsenal F. C. Inglaterra | 1.ª           | 2003-04       | 0     | 0     | 0                   | 0                   | 0                  | 0                  | 0                          | 0                          | 1        | 0        | 1     | 0     |
| Arsenal F. C. Inglaterra | Total club    | Total club    | 41    | 2     | 7                   | 0                   | 4                  | 0                  | 11                         | 0                          | 1        | 0        | 64    | 2     |
| F. C. Barcelona · España | 1.ª           | 2003-04       | 34    | 1     | 5                   | 0                   | —                  | —                  | 4                          | 0                          | —        | —        | 43    | 1     |
| F. C. Barcelona · España | 1.ª           | 2004-05       | 29    | 4     | 1                   | 0                   | —                  | —                  | 8                          | 0                          | —        | —        | 38    | 4     |
| F. C. Barcelona · España | 1.ª           | 2005-06       | 19    | 0     | 4                   | 1                   | —                  | —                  | 13                         | 0                          | —        | —        | 36    | 1     |
| F. C. Barcelona · España | 1.ª           | 2006-07       | 23    | 0     | 6                   | 1                   | —                  | —                  | 6                          | 0                          | 3        | 0        | 38    | 1     |
| F. C. Barcelona · España | Total club    | Total club    | 105   | 5     | 16                  | 2                   | —                  | —                  | 31                         | 0                          | 3        | 0        | 155   | 7     |
| Total carrera | Total carrera | Total carrera | 422   | 52    | 49                  | 8                   | 10                 | 1                  | 96                         | 8                          | 8        | 0        | 585   | 69    |
| (1) Incluye datos de la Copa de los Países Bajos, Copa de Escocia, FA Cup y Copa del Rey. (2) Incluye datos de la Copa de la Liga de Escocia y Copa de la Liga de Inglaterra. (3) Incluye datos de la Recopa de Europa de la UEFA, Copa de la UEFA y Liga de Campeones de la UEFA. (4) Incluye datos de la Supercopa de los Países Bajos, Community Shield, Supercopa de España y Copa Mundial de Clubes de la FIFA. |               |               |       |       |                     |                     |                    |                    |                            |                            |          |          |       |       |

#### Como entrenador
| Club                     | Div.          | Temporada     | Liga  | Liga | Liga | Liga | Liga |       | Copa | Copa | Copa | Copa  |    | Internacional | Internacional | Internacional | Internacional | Internacional |   | Otros | Otros | Otros | Otros |    | Totales     | Totales | Totales | Totales | Totales | Totales | Totales | Totales |
| Club                     | Div.          | Temporada     | Part. | G    | E    | P    | Pos. | Part. | G    | E    | P    | Part. | G  | E             | P             | Pos.          | Part.         | G             | E | P     | Part. | G     | E     | P  | Rendimiento | GF      | GC      | Dif.    |         |         |         |         |
| ------------------------ | ------------- | ------------- | ----- | ---- | ---- | ---- | ---- | ----- | ---- | ---- | ---- | ----- | -- | ------------- | ------------- | ------------- | ------------- | ------------- | - | ----- | ----- | ----- | ----- | -- | ----------- | ------- | ------- | ------- | ------- | ------- | ------- | ------- |
| Feyenoord · Países Bajos | 1.ª           | 2014-15       | -     | -    | -    | -    | -    | -     | -    | -    | -    | -     | -  | -             | -             | -             | 2             | 0             | 1 | 1     | 2     | 0     | 1     | 1  | 16.67%      | 2       | 3       | -1      |         |         |         |         |
| Feyenoord · Países Bajos | 1.ª           | 2015-16       | 34    | 19   | 6    | 9    | 3.º  | 4     | 3    | 0    | 1    | -     | -  | -             | -             | -             | -             | -             | - | -     | 40    | 25    | 6     | 9  | 67.5%       | 74      | 43      | +31     |         |         |         |         |
| Feyenoord · Países Bajos | 1.ª           | 2016-17       | 34    | 26   | 4    | 4    | 1.º  | 4     | 3    | 0    | 1    | 6     | 2  | 1             | 3             | FG            | 1             | 0             | 0 | 1     | 45    | 31    | 5     | 9  | 72.59%      | 102     | 37      | +65     |         |         |         |         |
| Feyenoord · Países Bajos | 1.ª           | 2017-18       | 34    | 20   | 6    | 8    | 4.º  | 6     | 6    | 0    | 0    | 6     | 1  | 0             | 5             | FG            | 1             | 0             | 1 | 0     | 47    | 27    | 7     | 13 | 62.41%      | 99      | 56      | +43     |         |         |         |         |
| Feyenoord · Países Bajos | 1.ª           | 2018-19       | 34    | 20   | 5    | 9    | 3.º  | 5     | 4    | 0    | 1    | 2     | 0  | 1             | 1             | 3ªR           | 1             | 0             | 1 | 0     | 42    | 24    | 7     | 11 | 62.7%       | 90      | 51      | +39     |         |         |         |         |
| Feyenoord · Países Bajos | Total club    | Total club    | 136   | 85   | 21   | 30   | -    | 21    | 19   | 0    | 2    | 14    | 3  | 2             | 9             | -             | 5             | 0             | 3 | 2     | 176   | 107   | 26    | 43 | 65.72%      | 367     | 190     | +177    |         |         |         |         |
| Guangzhou R&F China      | 1.ª           | 2020          | 20    | 6    | 4    | 10   | 11.º | 3     | 1    | 2    | 0    | -     | -  | -             | -             | -             | -             | -             | - | -     | 23    | 7     | 6     | 10 | 39.13%      | 32      | 41      | -9      |         |         |         |         |
| Guangzhou R&F China      | Total club    | Total club    | 20    | 6    | 4    | 10   | -    | 3     | 1    | 2    | 0    | -     | -  | -             | -             | -             | -             | -             | - | -     | 23    | 7     | 6     | 10 | 39.13%      | 32      | 41      | -9      |         |         |         |         |
| Rangers F. C. Escocia    | 1.ª           | 2021-22       | 25    | 18   | 5    | 2    | 2.º  | 5     | 5    | 0    | 0    | 11    | 5  | 3             | 3             | 2.º           | -             | -             | - | -     | 41    | 28    | 8     | 5  | 74.79%      | 85      | 31      | +54     |         |         |         |         |
| Rangers F. C. Escocia    | 1.ª           | 2022-23       | 15    | 10   | 3    | 2    | Inc. | 2     | 2    | 0    | 0    | 10    | 2  | 1             | 7             | FG            | -             | -             | - | -     | 27    | 14    | 4     | 9  | 56.79%      | 46      | 41      | +5      |         |         |         |         |
| Rangers F. C. Escocia    | Total club    | Total club    | 40    | 28   | 8    | 4    | -    | 7     | 7    | 0    | 0    | 21    | 7  | 4             | 10            | -             | -             | -             | - | -     | 68    | 42    | 12    | 14 | 67.64%      | 131     | 72      | +59     |         |         |         |         |
| Beşiktaş J. K. Turquía   | 1.ª           | 2024-25       | 12    | 6    | 3    | 3    | Inc. | -     | -    | -    | -    | 7     | 3  | 1             | 3             | Inc.          | 1             | 1             | 0 | 0     | 20    | 10    | 4     | 6  | 56.67%      | 39      | 29      | +10     |         |         |         |         |
| Beşiktaş J. K. Turquía   | Total club    | Total club    | 12    | 6    | 3    | 3    | -    | -     | -    | -    | -    | 7     | 3  | 1             | 3             | -             | 1             | 1             | 0 | 0     | 20    | 10    | 4     | 6  | 56.67%      | 39      | 29      | +10     |         |         |         |         |
| Total carrera            | Total carrera | Total carrera | 208   | 125  | 36   | 47   | -    | 31    | 27   | 2    | 2    | 42    | 13 | 7             | 22            | -             | 6             | 1             | 3 | 2     | 287   | 166   | 48    | 73 | 63.41%      | 569     | 332     | +237    |         |         |         |         |
| 1. 2. 3. 4.              |               |               |       |      |      |      |      |       |      |      |      |       |    |               |               |               |               |               |   |       |       |       |       |    |             |         |         |         |         |         |         |         |

#### Resumen por competiciones
| Competición                   | Partidos | Ganados | Empatados | Perdidos | Ganados % | Mejor resultado  |
| ----------------------------- | -------- | ------- | --------- | -------- | --------- | ---------------- |
| Eredivisie                    | 138      | 85      | 22        | 31       | 66.9%     | Campeón          |
| Copa de los Países Bajos      | 21       | 19      | 0         | 2        | 90.48%    | Campeón          |
| Supercopa de los Países Bajos | 3        | 0       | 2         | 1        | 22.22%    | Campeón          |
| Superliga de China            | 20       | 6       | 4         | 10       | 36.67%    | 11.º lugar       |
| Copa de China de fútbol       | 3        | 1       | 2         | 0        | 55.55%    | Cuartos de final |
| Scottish Premiership          | 40       | 28      | 8         | 4        | 76.67%    | Subcampeón       |
| Copa de Escocia               | 5        | 5       | 0         | 0        | 100%      | Campeón          |
| Copa de la Liga de Escocia    | 2        | 2       | 0         | 0        | 100%      | Cuartos de final |
| SüperLig                      | 12       | 6       | 3         | 3        | 58.33%    | 5.º lugar        |
| Supercopa de Turquía          | 1        | 1       | 0         | 0        | 100%      | Campeón          |
| Liga de Campeones de la UEFA  | 16       | 3       | 1         | 12       | 20.83%    | Fase de grupos   |
| Liga Europa de la UEFA        | 26       | 10      | 6         | 10       | 46.15%    | Subcampeón       |
| Total                         | 287      | 166     | 48        | 73       | 63.41%    | Siete títulos    |

## Palmarés

### Como jugador

#### Campeonatos nacionales
| Título                     | Club            | País         | Año  |
| -------------------------- | --------------- | ------------ | ---- |
| Copa de los Países Bajos   | Feyenoord       | Países Bajos | 1995 |
| Copa de la Liga de Escocia | Rangers F. C.   | Escocia      | 1999 |
| Premier League de Escocia  | Rangers F. C.   | Escocia      | 1999 |
| Copa de Escocia            | Rangers F. C.   | Escocia      | 1999 |
| Premier League de Escocia  | Rangers F. C.   | Escocia      | 2000 |
| Copa de Escocia            | Rangers F. C.   | Escocia      | 2000 |
| Premier League             | Arsenal F. C.   | Inglaterra   | 2002 |
| FA Cup                     | Arsenal F. C.   | Inglaterra   | 2002 |
| FA Cup                     | Arsenal F. C.   | Inglaterra   | 2003 |
| Campeonato de Liga         | F. C. Barcelona | España       | 2005 |
| Supercopa de España        | F. C. Barcelona | España       | 2005 |
| Campeonato de Liga         | F. C. Barcelona | España       | 2006 |
| Supercopa de España        | F. C. Barcelona | España       | 2006 |
| Copa de los Países Bajos   | Feyenoord       | Países Bajos | 2008 |

#### Campeonatos internacionales
| Título            | Club            | Sede  | Año  |
| ----------------- | --------------- | ----- | ---- |
| Liga de Campeones | F. C. Barcelona | París | 2006 |

### Como entrenador

#### Campeonatos nacionales
| Título                        | Club           | País         | Año  |
| ----------------------------- | -------------- | ------------ | ---- |
| Copa de los Países Bajos      | Feyenoord      | Países Bajos | 2016 |
| Eredivisie                    | Feyenoord      | Países Bajos | 2017 |
| Supercopa de los Países Bajos | Feyenoord      | Países Bajos | 2017 |
| Copa de los Países Bajos      | Feyenoord      | Países Bajos | 2018 |
| Supercopa de los Países Bajos | Feyenoord      | Países Bajos | 2018 |
| Copa de Escocia               | Rangers F. C.  | Escocia      | 2022 |
| Supercopa de Turquía          | Beşiktaş J. K. | Turquía      | 2024 |